# Auggie Rose
Auggie Rose (también conocida en Estados Unidos como Beyond Suspicion, Tras la sospecha en España y Más allá de la sospecha en Hispanoamérica) es una película de suspenso del año 2000, dirigida por Matthew Tabak y protagonizada por Jeff Goldblum, Anne Heche y Nancy Travis. 

## Argumento
La vida de un vendedor de seguros cambia drásticamente cuando un hombre muere en sus brazos luego de un asalto a una licorería. Sintiéndose culpable, asume su identidad y descubre que Auggie Rose es un exconvicto que pasó la mayor parte de su vida en la cárcel. A partir de ese momento, John Nolan comienza a vivir una doble vida que debe esconder de su novia.

## Reparto
- Jeff Goldblum como John Nolan.
- Anne Heche como Lucy.
- Nancy Travis como Carol.
- Timothy Olyphant como Roy Mason.
- Joe Santos como Emanuel.
- Richard T. Jones como Agente Decker.
- Kim Coates como Auggie Rose.
- Paige Moss como Noreen.
- Casey Biggs como Carl.
- Peter Siragusa como Tony.
- Jack Kehler como Oscar Weeks.
- J. E. Freeman como Dueño de la casa de empeño.
- Douglas Roberts como Dr. Sachs.